# Logny-Bogny
Logny-Bogny és un municipi francès situat al departament de les Ardenes i a la regió del Gran Est. L'any 2007 tenia 179 habitants.

## Demografia

### Població
El 2007 la població de fet de Logny-Bogny era de 179 persones. Hi havia 67 famílies de les quals 16 eren unipersonals (4 homes vivint sols i 12 dones vivint soles), 20 parelles sense fills i 31 parelles amb fills.
La població ha evolucionat segons el següent gràfic:
Habitants censats

### Habitatges
El 2007 hi havia 77 habitatges, 68 eren l'habitatge principal de la família, 2 eren segones residències i 7 estaven desocupats. Tots els 75 habitatges eren cases. Dels 68 habitatges principals, 60 estaven ocupats pels seus propietaris i 8 estaven llogats i ocupats pels llogaters; 1 tenia dues cambres, 2 en tenien tres, 22 en tenien quatre i 43 en tenien cinc o més. 60 habitatges disposaven pel capbaix d'una plaça de pàrquing. A 29 habitatges hi havia un automòbil i a 35 n'hi havia dos o més.

### Piràmide de població
La piràmide de població per edats i sexe el 2009 era:
| Homes | Edats   | Dones |
| ----- | ------- | ----- |
| 0     | 95 o +  | 0     |
| 0     | 90 a 94 | 0     |
| 0     | 85 a 89 | 0     |
| 4     | 80 a 84 | 0     |
| 0     | 75 a 79 | 0     |
| 4     | 70 a 74 | 0     |
| 12    | 65 a 69 | 12    |
| 0     | 60 a 64 | 8     |
| 8     | 55 a 59 | 0     |
| 0     | 50 a 54 | 4     |
| 4     | 45 a 49 | 0     |
| 12    | 40 a 44 | 8     |
| 12    | 35 a 39 | 4     |
| 4     | 30 a 34 | 8     |
| 4     | 25 a 29 | 4     |
| 0     | 20 a 24 | 0     |
| 8     | 15 a 19 | 4     |
| 8     | 10 a 14 | 8     |
| 4     | 5 a 9   | 12    |
| 12    | 0 a 4   | 0     |

## Economia
El 2007 la població en edat de treballar era de 109 persones, 85 eren actives i 24 eren inactives. De les 85 persones actives 76 estaven ocupades (42 homes i 34 dones) i 9 estaven aturades (4 homes i 5 dones). De les 24 persones inactives 10 estaven jubilades, 5 estaven estudiant i 9 estaven classificades com a «altres inactius».

### Ingressos
El 2009 a Logny-Bogny hi havia 72 unitats fiscals que integraven 179 persones, la mediana anual d'ingressos fiscals per persona era de 15.064 €.

### Activitats econòmiques
Dels 3 establiments que hi havia el 2007, 2 eren d'empreses de construcció i 1 d'una empresa de serveis.
L'únic servei als particulars que hi havia el 2009 era un electricista.
L'any 2000 a Logny-Bogny hi havia 10 explotacions agrícoles que ocupaven un total de 686 hectàrees.

## Poblacions més properes
El següent diagrama mostra les poblacions més properes.